# Mark Simpson
Mark Simpson (Liverpool, 1988. szeptember 26.– ) brit zeneszerző és klarinétművész. 2006-ban került a figyelem középpontjába, amikor klarinétosként elnyerte a BBC Az év fiatal muzsikusa díjat, csakúgy, mint a BBC Proms/Guardian Az év fiatal zeneszerzője elismerést, s evvel ő lett az első, és mind a mai napig ő az egyetlen zenész, aki meg tudta nyerni mindkét versenyt.

## Tanulmányok
Simpson a King David középiskolában tanult Liverpoolban, és a Royal Northern College of Music junior tagozatára járt, ahol Nicholas Coxnál tanult klarinétot és Gary Carpenternél zeneszerzést. A Royal College of Music-on elvégzett félévet követően az Oxfordi Egyetemhez tartozó St. Catherine's College-ba járt, ahol 2008 és 2011 között zenetanszakon tanult. Zeneszerzést a Guildhall School of Music and Drama zenetagozatán Julian Anderson, míg klarinétot Mark van de Wiel oktatott neki.

## Klarinétos életpálya
Simpson iskolásként a National Youth Orchestra of Great Britain klarinétosa lett. 2006. május 20-án elnyerte a BBC Az év fiatal muzsikusa címet, és az Northern-Sinfóniával Nielsen klarinétversenyét játszotta, Yan Pascal Tortelier vezényletével, a The Sage Gatesheaden koncertcsarnokban.
A következő évben a BBC Proms záróestjén lépett fel a londoni Hyde Parkban, ahol Artie Shaw Concerto klarinétra című darabját adta elő. 2008. július 3-án Liverpoolban játszott, ahol Emily Howard Liverpool, The World in One City című darabjának premierjén szóló klarinétművészeként lépett fel a Liverpooli Ifjúsági Zenekar és ötszáz általános iskolás gyerek társaságában.
További kiemelkedő koncertjei: Magnus Lindberg Clarinet Concertoja a BBC Filharmonikusokkal a 2018-as Promson, John Adams Gnarly Buttons című műve a BBC National Orchestra of Wales-szel előadva, valamint a Royal Liverpool Philharmonic-kal, a Royal Northern Sinfoniával, a City of London Sinfoniával és a BBC Concert Orchestrával volt fellépései.
Simpson új műveket is íratott magának, ilyenek voltak többek között Simon Holt Joy Beast című, basszusklarinétra írt műve (2017), és Edmund Finnis Négy duettje klarinétra és zongorára (2012).

## Zeneszerzői életpálya
Simpson munkásságára számos zeneszerző volt hatással, többek között Ligeti György, Thomas Adès, Julian Anderson, Mark-Anthony Turnage, John Adams, Helmut Lachenmann, Cornelius Cardew, Pierre Boulez, Karlheinz Stockhausen és Luigi Nono.
Inspirációt merített a festészetből és a költészetből egyaránt. Olyan művekben öltött ez testet, mint az Ariel (2009), amelyet a Sylvia Plath azonos című költeménye inspirált, vagy az A mirror fragment…(2008), amely Melanie Challenger verse ihletett.
Simpson korai művei közé tartozik az It Was As if the Earth Stood Still (2005) című darab, amelyet a BBC Radio 3 „Hear and Now” című műsorában hangzott el először 2005 novemberében, és a Lov(escape) klarinétra és zongorára, amelyet klarinéton Simpson maga játszott a BBC Az év fiatal muzsikusa díj döntőseként 2006 szeptemberében.
Első nagy zenekari megbízása a Threads for Orchestra volt a Royal Liverpool Philharmonic and National Youth Orchestra of Great Britain részére, melynek bemutatója a The Sage Gateshead-ben volt 2008. április 1-jén.
2014-ben Simpson kapta meg az öt Sky Academy Művészeti Ösztöndíj egyikét. Ösztöndíjasként írta meg The Immortal című oratóriumát, amelyet a BBC Filharmonikusok mutattak be 2016-ban. Ezért a művéért South Bank Sky Arts Award díjjal tüntettek ki klasszikus zene kategóriában. 2015-ben kinevezték a BBC Filharmonikusok társult zeneszerzőjévé.
További jelentős alkotásai közé tartozik Israfel (2015), melyet a BBC Scottish Symphony Orchestra mutatott be, és a Sparks, amelyet a 2012-es Proms záróestéjére rendeltek meg tőle.
Simpson első, 2016-ban bemutatott, Pleasure című operáját az Opera North, a Royal Opera és az Aldeburgh Music megrendelésére készítette. A bemutató szereplői között szerepelt Lesley Garrett, Steven Page és Anna Fewmore.

## Fordítás
Ez a szócikk részben vagy egészben  a   Mark Simpson (clarinetist) című angol Wikipédia-szócikk ezen változatának fordításán alapul.  Az eredeti cikk szerkesztőit annak laptörténete sorolja fel. Ez a jelzés csupán a megfogalmazás eredetét és a szerzői jogokat jelzi, nem szolgál a cikkben szereplő információk forrásmegjelöléseként.